# جيولوجيا
الجيولوجية أو علم الأرض أو الجيولوجيا أو علم طبقات الأرض أو الإراضة (بالإنجليزية: Geology) هي فرع من فروع علوم الأرض المختص بدراسة بنية الأرض الصلبة، والصخور التي تتكون منها، والعمليات التي تحدث عليها مع مرور الزمن.
ومن الممكن أن يشير علم طبقات الأرض أيضًا إلى دراسة ميزات الأرض الصلبة لأي كوكب أرضي (مثل المريخ أو القمر).
يصف علم طبقات الأرض بنية ما تحت سطح الأرض، والعمليات التي شكلت تلك البنية. كما  يوفر علم طبقات الأرض الأدوات اللازمة لتحديد الأعمار النسبية والمطلقة للصخور الموجودة في موقع معين، وكذلك لوصف تاريخ تلك الصخور. ومن خلال الجمع بين هذه الأدوات، يستطيع علماء علم طبقات الأرض تأريخ التاريخ الجيولوجي لكل لأرض، وتحديد عمرها.
ويوفر علم طبقات الأرض الدليل الأساسي للصفائح التكتونية، والتاريخ التطوري للأرض، والمناخات الماضية للأرض.
يستخدم الجيولوجيون مجموعة واسعة من الطرق لفهم بنية الأرض وتطورها، بما في ذلك العمل الميداني، ووصف الصخور، والتقنيات الجيوفيزيائية، والتحليل الكيميائي، والتجارب الفيزيائية، والنمذجة العددية.
أما من الناحية العملية، يعد علم طبقات الأرض مهم للتنقيب عن المعادن والهيدروكربونات واستغلالها، وتقييم الموارد المائية، وفهم المخاطر الطبيعية، ومعالجة المشاكل البيئية، وتوفير رؤى حول تغير المناخ.
كما يلعب علم طبقات الأرض، ذا التخصصات الأكاديمية الواسعة دورًا كبيرًا في الهندسة الجيوتقنيّة.

## أصل التسمية
يسمى هذا العلم بـ «علم طبقات الأرض» وذلك كونه علم يدرس بينما يعود أصل كلمة جيولوجيا مشتقة من اللغة اليونانية القديمة، والمصطلح مكون من كلمتين حيث أن γῆ (جيو) تعني «أرض»، وλόγος (لوجيا) تعني «دراسة». وجل الكلمة تعني دراسة الأرض.
```
الجيولوجيا
```

تأتي غالبية البيانات الجيولوجية من البحوث المتعلقة بالمواد الأرضية الصلبة، والتي تندرج عادة من فئتي الصخور والمواد السائبة.

### الصخور

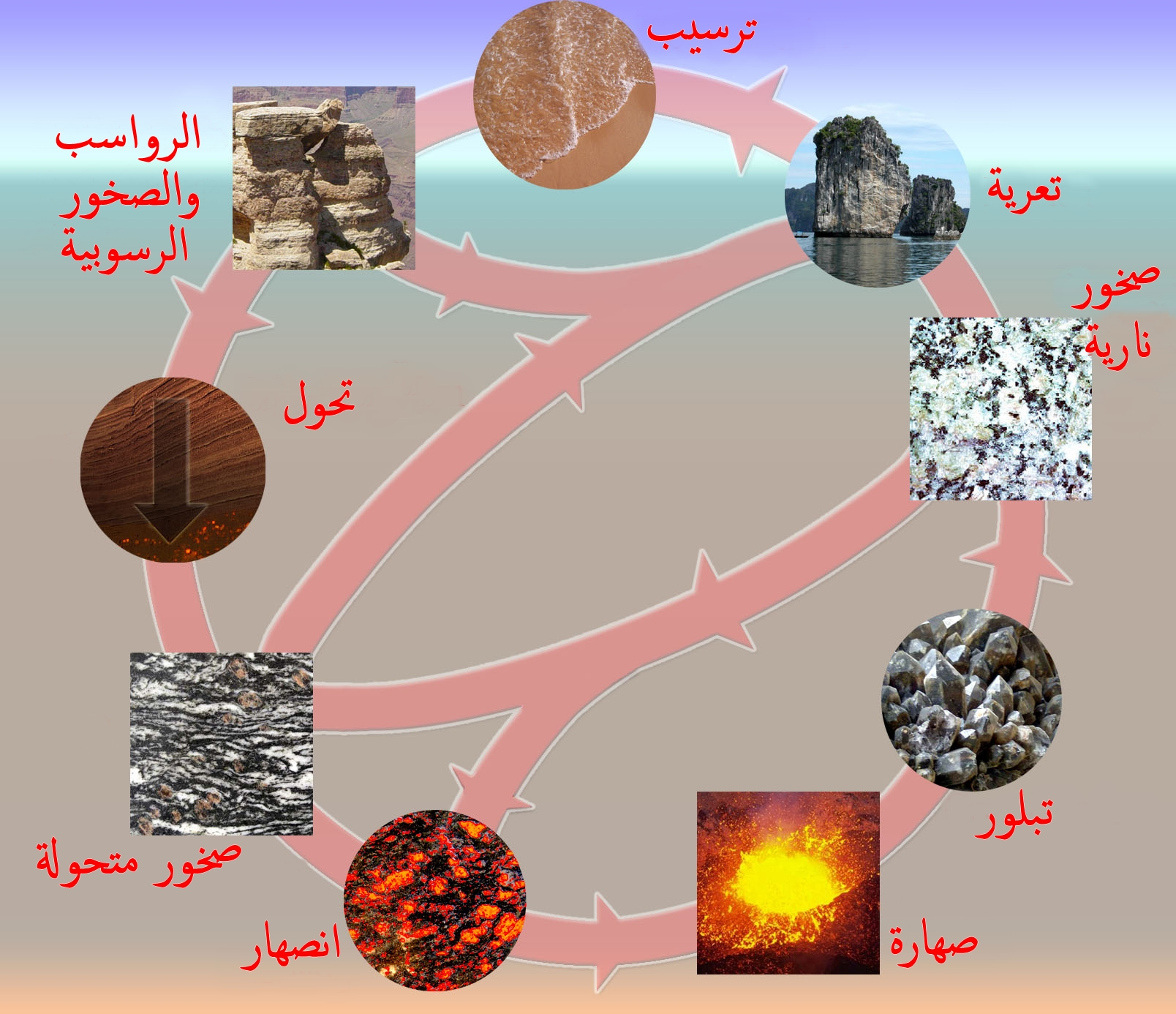
صورة توضح دورة الصخور في الطبيعة

ترتبط معظم البحوث الجيولوجية بدراسة الصخور، حيث أن الصخور هي السجل الأساسي للتأريخ الجيولوجي للأرض، وذلك لكون الصخور هي الوحدة الأساسية في بناء الأرض حيث تتكون من تشكيلات تحتوي على مجموعة من المعادن المتواجدة في الطبيعة، وتكون جزءا أساسيا في تركيب القشرة الأرضية.
وعلى هذا يكون الصخر ذو خاصية مميزة تفرقه عن صخر آخر وتجعله وحدة قائمة بذاتها. وكما أن الصخر هو الوحدة الأساسية في بناء الأرض، فالمعدن هو وحدة الصخر نفسه. وتختلف الصخور عن بعضها البعض من حيث أنواع المعادن المكونة لها وعلاقة هذه المعادن ببعضها البعض في الصخر الواحد، وهناك ثلاث أنواع من الصخور وهي الصخور النارية والصخور الرسوبية والصخور المتحولة، وهناك عمليات بيئية توثر على الصخور تؤدي إلى تغير نوع الصخر من ناري إلى متحول أو العكس، أو من رسوبي إلى ناري أو العكس أو من متحول إلى رسوبي أو العكس؛ وتعرف هذه العمليات بالدورة الصخرية.
تتكون الصخور النارية بشكل مباشر من عمليات التبريد التي تحدث للماغما وذلك بعد تبلورها، حيث توجد الماغما داخل القشرة الأرضية في مكان يدعى حجرة الماغما، وعندما تبدأ عملية تبريد الماغما يستقر أولا المعدنان الأكثر كثافة من غيرهما وهما معدن الأوليفين والبلاجيوكليس الكلسي إلى قاع حجرة الماغما، فيتكون البيريدوتايت وهو صخرة نارية جوفية غنية بالحديد والمغنيسيوم والكالسيوم وفقيرة بالسليكون والألمنيوم والصوديوم، ثم تخرج الماغما المتبقية من حجرة الماغما عبر الشقوق ويمكن أن تستقر في حجرة جديدة حيث يتبلور معدنا البايروكسين والبلاجيوكليس الكلسي الصودي، وبتراكمهما في قاع الحجرة يتبلور صخر الغابرو، وإذا استمرت عملية انتقال الماغما إلى أماكن أخرى في القشرة الأرضية وتبلورها فيها يمكن أن يتبلور صخر الديورايت وصخر الغرانيت في نهاية العملية.
أما الصخور الرسوبية فتتكون بفعل عمليات الترسيب لفتات الصخر ودفنه وتصخره، حيث تحمل الأنهار عند سريانها أجزاء من صخور مكسورة تصل إلى بحر أو بحيرة، وتستقر الحمولة المنقولة في قاع البحر أو البحيرة، ثم تتراكم على شكل طبقات، فتسمى رسوبيات، وزن الرسوبيات التي في القمة يؤدي إلى هرس الرسوبيات التي في القاع، فيؤدي ذلك إلى عصر الماء وخروجه من قطع الصخور وبلورات الأملاح، تقوم البلورات بتكوين نوع من الصمغ يلصق أجزاء الصخور ببعضها، فينتج الصخر الرسوبي، وتتميز الصخور الرسوبية عن الصخور النارية بأنها تنشأ فوق سطح الغلاف الصخري نتيجة لتأثير العوامل الظاهرة (عوامل التعرية) وفعل الكائنات العضوية.
الصخور المتحولة تتكون بفعل الضغط والحرارة المؤثرَين في أنواع الصخور المختلفة سواء نارية أو رسوبية، حيث تكون تحت أطنان من الضغط مما يؤدي إلى ارتفاع ضخم في الحرارة، وهذا ما يؤدي بها إلى التغير في السمات الأصلية للصخر، وهذه العملية تحدث أيضا للصخور المتحولة مسبقا.

### المواد السائبة
يتدارس الجيولوجيون أيضا المواد الغير متصلبة والتي هي عبارة عن مواد فضفاضة تتراوح أحجامها بين الطين والرمل والحصى. التي تستطيع المياه الجوفية أن تسير بين حبيباتها لمسافات تختلف مع اختلاف حجم حبيبات التربة، وتُعرف دراسة المواد السائبة بدراسة العصر الرباعي وتشمل تلك الدراسة لعلم الرواسب ومورفولوجيا الأرض وعلم المناخ القديم.

## البنية الكاملة للأرض

### الصفائح التكتونية

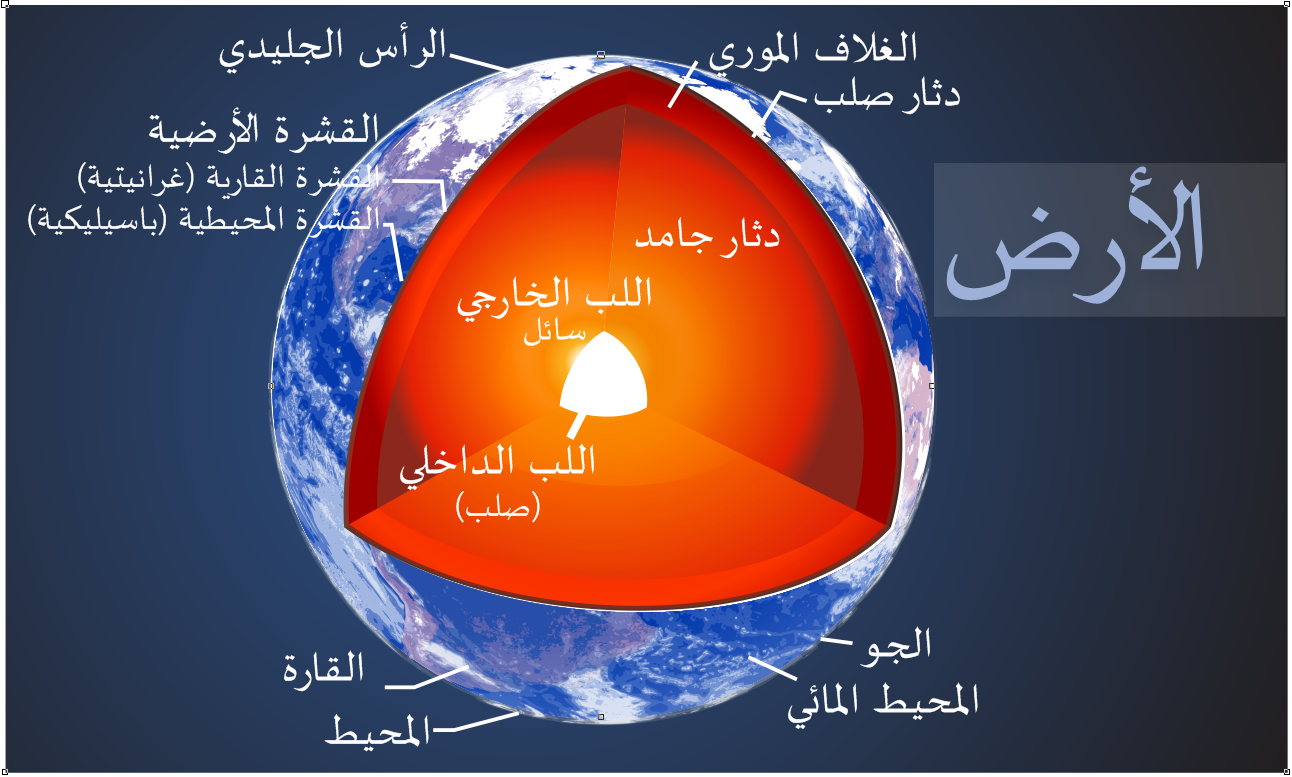
بنية كوكب الأرض

في ستينيات القرن الماضي، اكتشف الباحثون بأن الغلاف الصخري للأرض (بالإنجليزية: غلاف الأرض الصخري) والذي يتكون من القشرة الأرضية والطبقة العلوية الصلبة من الوشاح العلوي (بالإنجليزية: upper mantle) مقسّم إلى صفائح تيكتاتونية تتحرك عبر الغلاف الموري (بالإنجليزية: Asthenosphere)، إن هذه النظرية مدعومة بعدة مشاهدات، ومنها ظاهرة انتشار قاع البحر (بالإنجليزية: Seafloor spreading)، والتوزيع العالمي للتضاريس الجبلية والزلزالية.
هناك علاقة وثيقة ما بين حركة الصفائح على السطح وتيارات الحمل الحراري للوشاح (بالإنجليزية: mantle)(والتي هي عبارة عن انتقال الحرارة الناتج عن الحركة السائبة للجزيئات داخل السوائل)، وإضافةً إلى ذلك فإن صفائح المحيطات تتحرك في نفس اتجاه تيارات الحمل الحراري للوشاح المحاذي لها، وذلك لأن الغلاف الصخري للمحيط هي في الواقع الطبقة الصلبة الحرارية العلوية للطبقة الحدودية للوشاح الحراري. وهذه العلاقة ما بين الطبقة الصلبة المتحركة على سطح الأرض والوشاح الحراري تسمى بالصفائح التيكتاتونية.
إن تطور نظرية الصفائح التيكتاتونية ساهم في إيجاد أساس فيزيائي للعديد من المشاهدات التي تحصل على الجزء الصلب من الأرض، المناطق الخطية الطولية التي تشترك بسمات جيولوجية معينة تسمي بالصفائح الحدودية، ومن الأمثلة عليها:
- المرتفعات الواقعة في منتصف المحيط (وتسمى بظهر المحيط) والمناطق المرتفعة في قاع البحر حيث توجد فتحات المياه الحارة والبراكين، تعرّف على أنها حدود متباعدة، حيث تبتعد الصفيحتان عن بعضهما البعض.
- تعتبر أقواس البراكين والزلازل حدوداً متقاربة، حيث تتداخل الصفائح مع بعضها البعض أو تتحرك تحت بعضها.

أدت حدود التحويل، مثل نظام صدع سان أندرياس، إلى حدوث زلازل قوية وواسعة الانتشار، كما توفر تكتونية الصفائح آلية لنظرية ألفريد ويجينار عن الانجراف القاري، حيث تتحرك القارات عبر سطح الأرض على مدار الزمن الجيولوجي، كما أنها توفر قوة دافعة للتشوه القشري، ومجموعات جديدة من المشاهدات للجيولوجيا الهيكلية، وتكمن قوة نظرية الصفائح التكتونية في قدرتها على دمج كل هذه المشاهدات في نظرية واحدة حول كيفية تحرك الغلاف الصخري فوق الوشاح الحراري.

### هيكل الأرض

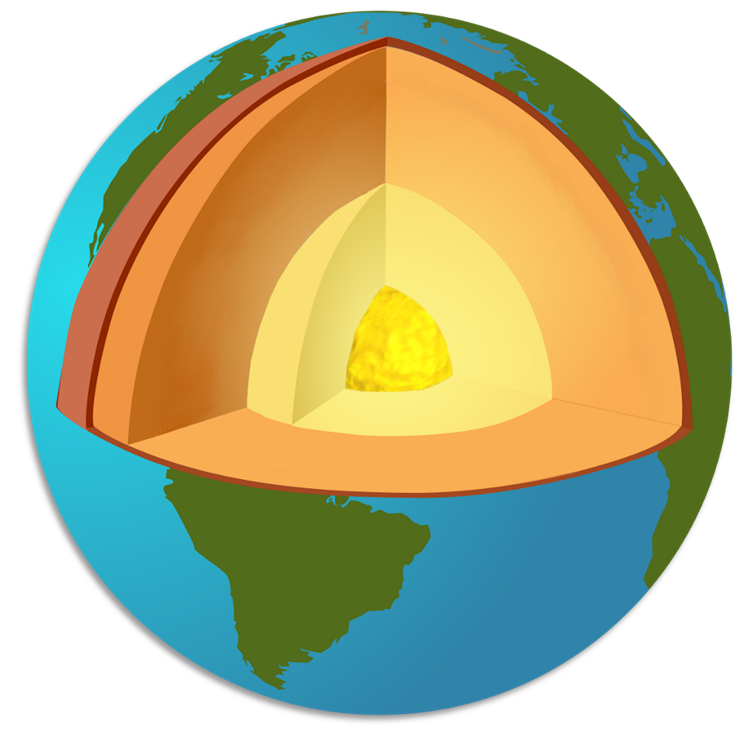
طبقات الأرض المختلفة

تقدم التطورات في علم الزلازل والنمذجة باستخدام الحاسوب وعلم المعادن وعلم البلورات عند درجات حرارة وضغوط عالية نظرة ثاقبة وقوية على التكوين الداخلي والهيكلي للأرض.
يمكن لعلماء الزلازل استخدام أوقات وصول الموجات الزلزالية في الاتجاه المعاكس لتصوير الجزء الداخلي للأرض، كما وأظهرت التطورات الحديثة في هذا المجال وجود نواة خارجية سائلة ونواة داخلية صلبة كثيفة، وأدت هذه التطورات أيضاً إلى تطوير نموذج لطبقات للأرض مع القشرة والغلاف الصخري في الأعلى والوشاح تحتها والنواة الخارجية والداخلية تحت ذلك. وتمكن علماء الزلازل مؤخراً من إنشاء صور مفصلة لسرعة الموجة داخل الأرض بالطريقة نفسها التي يقوم فيها الطبيب بتصوير الجسم في الأشعة المقطعية، وقد أدت هذه الصور إلى عرض أكثر تفصيلاً للجزء الداخلي من الأرض، واستبدلت نموذج الطبقات المبسط بنموذج أكثر ديناميكية.
لقد تمكن علماء المعادن من استخدام بيانات الضغط ودرجة الحرارة من الدراسات الزلزالية إلى جانب معرفة التكوين الأساسي للأرض من أجل إعادة إنتاج هذه الظروف في البيئات التجريبية وقياس التغيرات في تركيب البلورات، تفسر هذه الدراسات التغيرات الكيميائية المرتبطة بالانفصالات الزلزالية الرئيسية في الوشاح وتُظهر التركيبات البلورية المتوقعة في النواة الداخلية للأرض.

## التطورات الجيولوجية التي تحدث في منطقة ما
تتغير الجيولوجيا لمنطقة ما مع مرور الزمن كالجزيئات الصخرية التي منها ما يترسب بمفرده والأخر يترسب فوق صخر ما، كما وتغير عمليات التشوه من شكلها وأماكن تواجدها.
توضع الوحدات الصخرية بداية إما عن طريق الترسيب على سطح ما أو عن طريق استيلاءها على سطح صخر ما وذلك بوجودها في علوية ذلك الصخر. يمكن أن يحدث الترسيب في حال استقرار الرواسب على سطح الأرض وتشكل طبقات عن طريق تصلبها وتحولها من رسوبيات إلى صخور رسوبية صلبة أو في حال مادة بركانية كالرماد البركاني أو الحمم البركانية التي تتدفق في باطن الأرض، تعتبر الرواسب النارية مثل: الباثوليثات أجساماً نارية عميقة ويكون شكلها غير منتظم، وكذلك تعتبر اللاكوليثات أجساماً نارية ضحلة ويكون شكلها منتظماً، أما القواطع (دايكات) والطبقات الافقية (سيلات) تترسب وتتجمع في علوية صخرها وتتبلور كما تطفلت.
بعد السلسلة الأولى من الصخور التي ترسبت، يمكن أن تتشوه الجزيئات الصخرية أو تتحول لنوع آخر من الصخور.
يحدث التشوه عادة نتيجة للتقصر الأفقي، أو التمدد الأفقي أو الحركة الانزلاقية بشكل متعاكس، وتتعلق هذه النظم التركيبية بوجه عام بالحركات المتقاربة، والحركات الانفراجية والحركات الانزلاقية التي تقع ما بين الصفائح التكتونية.
يتسبب التمديد في أن تصبح الوحدات الصخرية ككل أطول وأكثر نحافة، يتم إنجاز هذا في المقام الأول من خلال التصدعات العادية ومن خلال التمدد المرن والترقيق. تُسقِط الصدوع العادية وحدات صخرية التي تكون أعلى من تلك الأقل، هذه عادة ما تؤدي إلى وضع الوحدات الأصغر سناً تحت الوحدات القديمة. توسيع الوحدات يمكن أن يؤدي إلى ترققها؛ في الواقع، هناك موقع ضمن ماريا فولد وحزام الدفع، حيث يمكن رؤية السلسلة الرسوبية الكاملة لجراند كانيون على طول أقل من متر. غالباً ما يتم تحويل الصخور أيضاً في العمق الذي يتم تمديده بشكل متناهي الصغر، هذه الصخور الممتدة يمكن أن تصطدم أيضًا بالعدسات، المعروفة باسم «بودان»، بعد الكلمة الفرنسية «السجق»، بسبب تشابهها البصري.

عندما تنزلق الوحدات الصخرية بعضها البعض، تتطور صدوع الانزلاق الصخري في المناطق الضحلة، وتصبح مناطق القص عند أعماق أكثر عمقاً حيث تتشوه الصخور بشكل مرن.

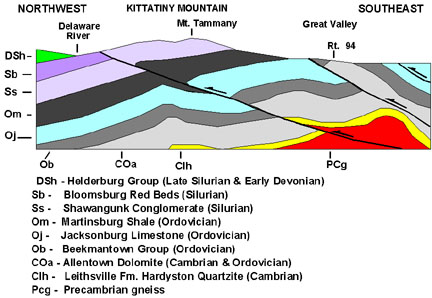
مقطع جيولوجي لجبل

إضافة وحدات صخرية جديدة، سواء ترسيبيه أو تدخليه، غالباً ما تحدث أثناء التشوه. ينتج عن التصدع وغيره من العمليات التشوهية خلق تدرجات طوبوغرافية، مما يؤدي إلى تلف المواد على الوحدة الصخرية التي تتزايد في الارتفاع لتتلاشى بواسطة التلال والقنوات،  تترسب هذه الرواسب على الوحدة الصخرية التي تنخفض. تحافظ الحركة المستمرة على طول الصدع على الانحدار الطبوغرافي على الرغم من حركة الرواسب، وتستمر في توفير مساحة للسكن للمواد التي تترسب. غالبًا ما ترتبط الأحداث التشوهية أيضًا بالبراكين والنشاط الناري، يتراكم الرماد البركاني والحمم البركانية على السطح، وتدخل اندساسات صخرية نارية من الأسفل، تدخل على طول الشقوق، وبالتالي تتشكل في كثير من الأحيان بأعداد كبيرة في المناطق التي يتم تشويهها بفعالية. وهذا يمكن أن يؤدي إلى وضع أسراب السد، مثل تلك التي يمكن ملاحظتها عبر الدرع الكندي، أو حلقات من السدود حول أنبوب الحمم البركانية.
كل هذه العمليات لا تحدث بالضرورة في بيئة واحدة، ولا تحدث بالضرورة في أمر واحد، فعلى سبيل المثال جزر هاواي تتكون تقريبا بشكل كامل من تدفقات حمم بازلتية الطبقات. تحتوي السلاسل الرسوبية لوسط الولايات المتحدة القارية وجراند كانيون في جنوب غرب الولايات المتحدة على أكوام غير مكتملة تقريبا من الصخور الرسوبية التي ظلت قائمة منذ العصر الكمبري. المناطق الأخرى أكثر تعقيدًا من الناحية الجيولوجية، في جنوب غرب الولايات المتحدة، كانت الصخور الرسوبية والبركانية والتدخلية متحوّلة ومشوهة. حتى الصخور القديمة، مثل صخر صوان أكاستا من كراتون الرقيق في شمال غرب كندا، تم تحويل أقدم الصخور المعروفة في العالم إلى النقطة التي لا يمكن التعرف على أصلها بدون تحليل مختبري. بالإضافة إلى ذلك، يمكن أن تحدث هذه العمليات في مراحل. في العديد من الأماكن، كان «جراند كانيون» في جنوب غرب الولايات المتحدة مثالًا واضحًا للغاية، فقد تحوّلت الوحدات الصخرية السفلية وتم تشويهها، ثم انتهى التشوه ووُضعت الوحدات العلوية غير المُصحَّحة. على الرغم من أنه يمكن أن يحدث أي قدر من تشوه الصخور، ويمكن أن تحدث عدد من المرات، فهذه المفاهيم توفر دليلاً لفهم التاريخ الجيولوجي للمنطقة.

## أقسام علم الجيولوجيا

### علم الصخور

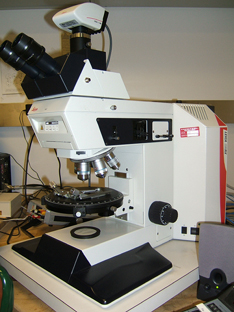
مجهر الكتروني خاص لدراسة تراكيب الصخور الجيولوجية

ويبدأ وصف الصخور بالملاحظات الميدانية في منكشف الصخر، ويتضمن وصفًا بالعين المجردة لعينات يدوية. ومع ذلك، فإن أهم أداة يستخدمها جيولوجي الصخور هي مجهر البتروجرافيك.
ويعد التحليل المفصل للمعادن باستخدام علم المعادن البصري في مقطع رقيق والنسيج المجهري والتركيب مهمًا للغاية لفهم أصل الصخر، ويستخدم تحليل المسبار الإلكتروني مع البلورات الفردية، بالإضافة إلى التحليل الكيميائي للصخور الكاملة بواسطة الأشعة السينية في معامل وصف الصخور الحديثة، علاوةً على ذلك، يمكن تحليل الحبيبات المعدنية الفردية من عينة الصخور بواسطة حيود الأشعة السينية عندما لا تكون الوسائل البصرية كافية، ويقدم تحليل المتضمنات السائلة المجهرية داخل الحبيبات المعدنية مع مرحلة تسخين على مجهر البتروجرافيك مؤشرات على درجة الحرارة وظروف الضغط التي كانت موجودة أثناء تشكل المعدن.

### الجيولوجيا التركيبية
يتم تحليل التراكيب الجيولوجية عن طريق إسقاط المعالم الجيولوجية على خريطة خاصة (الستيريونت)؛ يتم فيها تحويل المجسمات إلى مستويات، والمستويات إلى خطوط والأخيرة إلى نقاط. وبهذا يمكن دراسة الصدوع والطيات وتحديد محاورها. ومن أكثر التجارب أهمية هي تلك التي تعنى بتكون الجبال، حيث تنشأ عن اصطدام صفيحتين تكتونيتين مما يؤدي إلى انثناء حواف الصفائح، وتتم دراسة هذا الموضوع من خلال نموذجين أحدهما تحليلي والآخر تناظري وكلاهما متطور ويقدم نمطاً واقعياً لتشكل الصدوع والقمم والقيعان في السلاسل الجبلية بفعل العوامل الجوية،  كما تقدم معلومات بشأن عمليات التحول التي تحدث تبعا لعدة عوامل أهمها الضغط والحرارة.

### علم وصف طبقات الأرض
يحلل خبراء طبقات الأرض في المختبر العينات من الأجزاء الطبقية التي يمكن أخذها من الموقع، مثل تلك المأخوذة من لباب الحفر (جوفه)، كما يحلل أخصائيو علم الطبقات أيضاً البيانات من المسوحات الجيوفيزيائية التي تعرض الوحدات الطبقية في الجزء تحت السطحي، كما ويمكن الجمع بين البيانات الجيوفيزيائية وقياسات الآبار لإنتاج رؤية أفضل للطبقات تحت السطحية، ويستخدم المختصون برامج الحاسوب للقيام بذلك بشكل ثلاثي الأبعاد، كما ويستطيع خبراء طبقات الأرض استخدام البيانات السابقة في إعادة بناء العمليات القديمة التي تحدث على سطح الأرض، وتحليل البيئات القديمة، وتحديد موقع الماء، والفحم، واستخراج الفحم المائي (الهيدروكربون).
في المختبر، يحلل مختصو طبقات الأرض الحيويون عينات الصخور المأخوذة من المنكشفات الصخرية (البروز الصخري)، وجوف الحفر للكشف عن المستحثات (الأحافير) الموجودة فيها، حيث تساعد هذه المستحثات العلماء على جمع البيانات الأساسية، وفهم البيئة الترسيبية التي تشكلت فيها الوحدات الصخرية. يؤرّخ الخبراء في علم التقويم الجيولوجي علم الصخور بدقة من خلال المقطع الطبقي المأخوذ من أجل تزويدهم بالحد المطلق الأفضل في التوقيت، ومعدلات الترسب، كما ويتفحص مختصو طبقات الأرض المغناطيسيون الإشارات المغناطيسية المنعكسة في الصخور النارية أثناء الحفر الجوفي، ويقدم علماء آخرون دراسات النظائر المستقرة على الصخور من أجل الحصول على معلومات عن المناخ القديم.

## جيولوجيا الكواكب

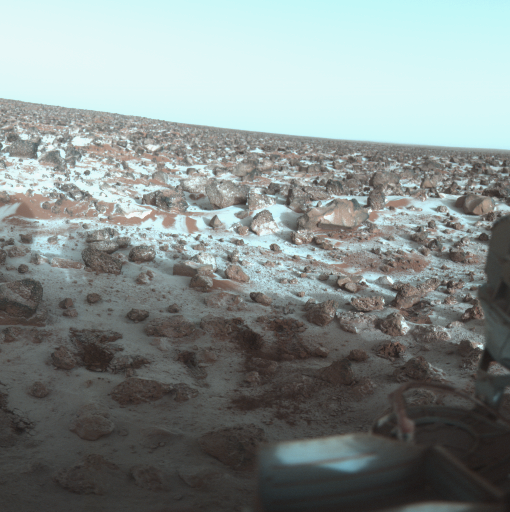
صورة لسطح كوكب المريخ، التقطت الصورة بتاريخ 9 ديسمبر عام 1977

مع ظهور وتطور الاكتشافات في القرن العشرين، بدأ الجيولوجيون بالاهتمام بهيئات الكواكب الأخرى بنفس الطريقة التي تم تطويرها لدراسة الأرض. يُسمى هذا المجال الجديد من الدراسة بجيولوجيا الكواكب، ويعتمد على المبادئ الجيولوجية الأساسية لدراسة الهيئات الأخرى في النظام الشمسي. رغم أن اللغة اليونانية الأصلية تعيد كلمة «جيو» إلى معنى الأرض، إلّا أنَّ مصطلح «جيولوجيا» مرتبط مع أسماء هيئات كوكبية أخرى عند وصف تركيبها وعملياتها الداخلية، مثال ذلك: «جيولوجيا المريخ»، و«الجيولوجيا القمرية»، وتستخدم مصطلحات متخصصة مثل علم الدراسة الجغرافية للقمر (بالإنجليزية: Selenology)، وعلم المريخيّات «اللاهوت» (بالإنجليزية: Areology).
على الرغم من اهتمام علماء الجيولوجيا الكوكبية بدراسة جميع جوانب الكواكب الأخرى، إلّا أن التركيز الأكبر تَمثّل بالبحث عن أدلة من الماضي أو الحاضر عن إمكانية وجود حياة على كواكب أخرى. وقد أدّى ذلك إلى العديد من المهام التي يتمثل هدفها الأساسي في تدارس الهيئات الكوكبية للحصول على أدلة على الحياة، إحدى هذه المهام تمثلت في هبوط المسبار الفضائي المسمى فينيكس (بالإنجليزية: Phoenix) الذي يحلل التراب القطبي المريخي من أجل الماء، والكيميائيات، والمكونات المعدنية المتعلقة بالعمليات الحيوية.

## الجيولوجيا التطبيقية

### الجيولوجيا الاقتصادية
تعد الجيولوجيا الاقتصادية فرعاً مهماً من فروع الجيولوجيا التي تهتم بدراسة الجوانب المختلفة للمعادن الاقتصادية التي يستخدمها الإنسان لسد حاجاته المختلفة. ويمكن تعريف المعادن الاقتصادية على أنها المعادن التي يتم استخراجها من الأرض بشكل مربح. ويقوم الجيولوجيون المختصون بهذا الفرع بتحديد الموارد الطبيعية للأرض وإدارتها، مثل: البترول والفحم، بالإضافة إلى الموارد الخام المعدنية، مثل: الحديد، والنحاس، واليورانيوم.

### جيولوجيا التعدين
تتضمن جيولوجيا التعدين استخراج الموارد المعدنية من الأرض. وتشمل العديد من الموارد ذات الأهمية الاقتصادية، مثل: الأحجار الكريمة، والمعادن الثمينة، مثل: الذهب، والنحاس، والعديد من المعادن، مثل: الأسبستوس (الحرير الصخري)، والبيرلايت، والميكا، والفوسفات، والزيوليت، والطين، والخفاف، والكوارتز، والسيليكا، بالإضافة إلى عناصر: مثل الكبريت، والكلور، والهيليوم.

### الجيولوجيا البترولية
يدرس المختصون بجيولوجيا البترول الأماكن الجوفية التي يمكن أن تحتوي على هيدروكربونات قابلة للاستخراج، خاصة البترول والغاز الطبيعي. كما ويتم دراسة الأحواض الرسوبية حيث تعتبر خزانات للهيدروكربونات، فيتم دراسة تشكيل هذه الأحواض بالإضافة إلى تطورها الرسوبي والتكتوني (الحركي) والمواقع الحالية لوحدات الصخور الرسوبية.

### الجيولوجيا الهندسية
الجيولوجيا الهندسية هي تطبيق للمبادئ الجيولوجية لتحويلها إلى الممارسة الهندسية لغرض التأكد من أن العوامل الجيولوجية التي تؤثر على الموقع، والتصميم، والبناء، والتشغيل، والصيانة للأعمال الهندسية تتم معالجتها بالشكل الصحيح.
وفي مجال الهندسة المدنية، يتم استخدام المبادئ والتحليلات الجيولوجية من أجل التحقق من المبادئ الميكانيكية للمواد التي بنيت عليها المنشآت. مما يسمح ببناء الأنفاق دون انهيارها، وبناء الجسور وناطحات السحاب وفق أسس متينة، بالإضافة إلى إقامة المباني على تربة ثابتة لتجنب انهيارها وعدم بنائها على تربة طينية مثلا.

### الهيدرولوجيا والقضايا البيئية
يمكن تطبيق الجيولوجيا والمبادئ الجيولوجية على المشاكل البيئية المختلفة، مثل: استعادة التيار، واستعادة الحقول البنية (الحقول المصابة بالتلوث)، وفهم العلاقة بين الطبيعة والبيئة الجيولوجية. وتستخدم هيدرولوجيا المياه الجوفية (الهيدروجيولوجيا) لتحديد موقع المياه الجوفية التي يمكن أن توفر في كثير من الأحيان مصدرا للمياه غير الملوثة، وهي ذات أهمية خاصة في المناطق الجافة، ورصد انتشار الملوثات في آبار المياه الجوفية.
ويحصل الجيولوجيون أيضًا على بيانات من خلال طبقات الأرض، والآبار، والعينات الأساسية، ونوى الجليد. وتُستخدم النوى الجليدية ونوى الرسوبيات في إعادة البناء للمناطق القديمة، والتي تُخبر الجيولوجيين عن درجة الحرارة في الماضي والحاضر، وهطول الأمطار، ومستوى سطح البحر في جميع أنحاء العالم. وتمثل مجموعات البيانات هذه مصدرًا أساسيًا للمعلومات الخاصة بتغير المناخ العالمي بخلاف البيانات الأساسية.

## التاريخ الجيولوجي

الساعة الجيولوجية: إسقاط لتاريخ الأرض 4.5 مليار عام على مدار زمني

يعود تاريخ نشأة كوكب الأرض قبل أربعة ونصف بليون عام تقريبا، وذلك عندما انفجرت نجوم قديمة ضخمة الحجم لتقابل نهاية عمرها، وطبخت هذه الانفجارات النجمية العناصر الكيمائية المعروفة الآن بما فيها الحديد، الكربون، والذهب، والعناصر المشعة مثل اليورانيوم، وبمرور الوقت سيطرت الجاذبية على الموقف وانهارت كتلة غبار النجوم هذه على نفسها لتكون قرصاً دوراً هائلاً أو ما يسمّى بالغيمة السديمية الشمسيةّ، وفي مركز هذا القرص ارتفعت الحرارة وزاد الضغط ونجم ولد وهو كوكب الأرض، وبعد خمسين عاماً من ولادة الأرض ظهر القمر حيث بدأ في مدار أقرب للأرض حوالي ثلاثمائة وخمسين ألف كيلومتر من مداره الحالي وبدأ في السماء أكبر أضعاف أضعاف حجمه الآن.

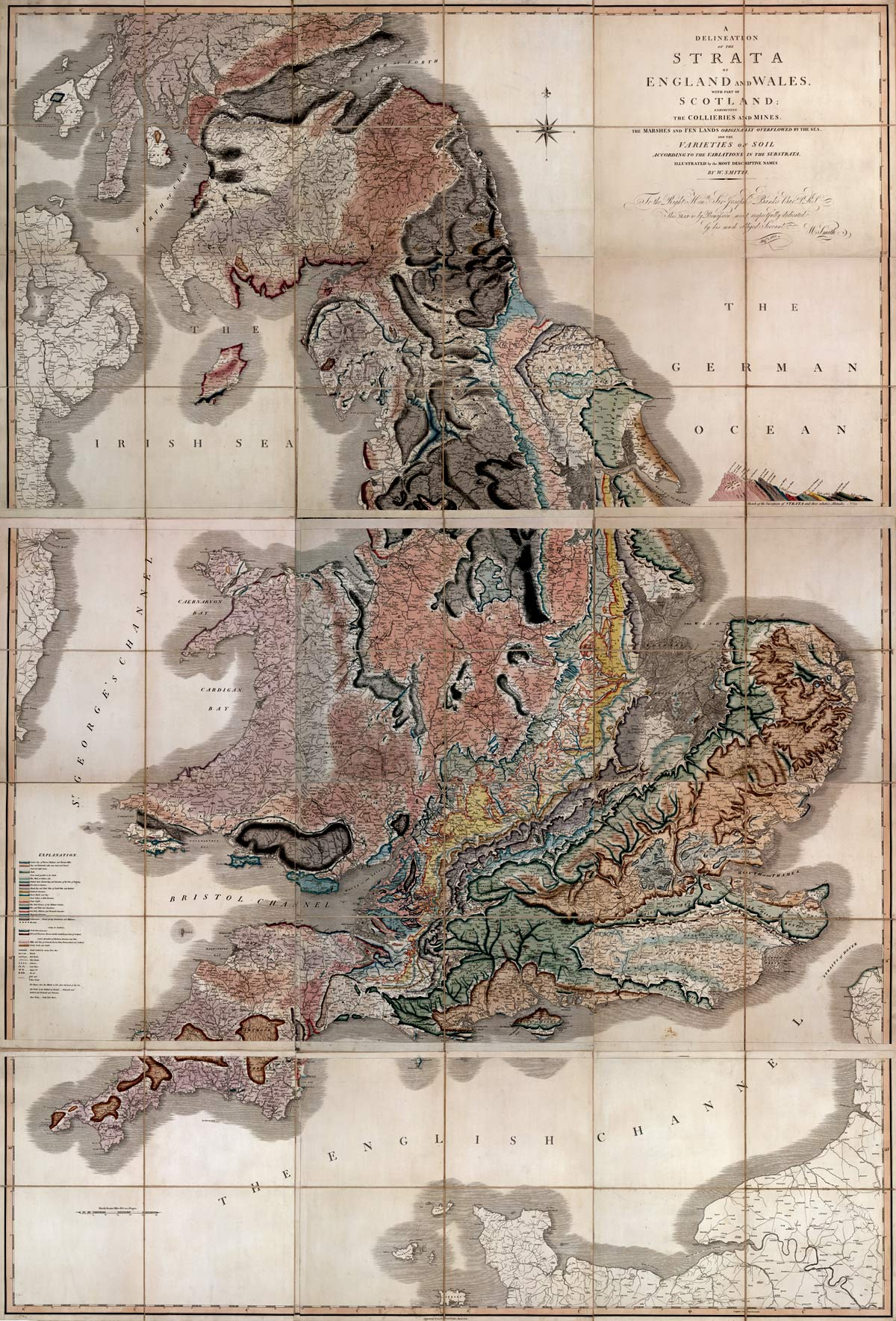
خريطة وليام سميث الجيولوجية لإنجلترا وويلز وجنوب اسكتلندا، والتي تم الانتهاء منها في عام 1815م، تعتبر ثان خريطة جيولوجية على النطاق الوطني، وكانت أدق خريطة في وقتها.

يعود تاريخ دراسة المادة الفيزيائية للأرض إلى الحضارة اليونانية القديمة على الأقل وذلك عندما كتب ثيوفيرتاس -العالم والفيلسوف اليوناني- (287-372 قبل الميلاد) كتاب بيري ليثون (وتعني «على الحجارة»).
وخلال فترة الحضارة الرومانية، كتب بلينيوس الأكبر بشكل تفصيلي عن الاستخدامات العملية للعديد من المعادن والفلزات.
بعض علماء العصر الحديث مثل فيلدنغ اتش، وغاريسون يرون أن أصل علم الجيولوجيا يمكن أن يعود إلى بلاد فارس بعد انتهاء الفتوحات الإسلامية. حيث كان أبو الريحان البيروني (973-1048م) من أوائل الجيولوجيين الفارسيين، وشملت أعماله أقدم الكتابات عن جيولوجيا الهند، وافترض أن شبه القارة الهندية كانت بحرًا في يوم من الأيام.
اقترح العالم الفارسي ابن سينا (981-1037م) تفسيرات مُفصلة لتشكل الجبال، وأصل الزلازل، ومواضيع أخرى أساسية في الجيولوجيا الحديثة، وقد شكلت هذه التفسيرات أساسًا ضروريّاً لتطوير علم الجيولوجيا في وقت لاحق.
في الصين، صاغ الباحث شين كو (1031-1095م) فرضية لعملية تكوين الأرض استناداً لملاحظاته على قواقع الحيوانات الأحفورية لطبقة جيولوجية في جبل يبعد مئات الأميال عن المحيط، واستنتج أن اليابسة الأرضية تشكلت من تآكل الجبال وترسب الطمي.
يرجع الفضل إلى نيكولاس ستينو (1638-1686) في قانون التراكب، ومبدأ الأفق الأصلي، ومبدأ الاستمرارية الجانبية: ثلاثة مبادئ محددة لطبقات الطبقات. استُخدمت كلمة الجيولوجيا لأول مرة أوليسيه ألدروفاندي في عام 1603، ثم بواسطة جان -اندريه ديلوك في عام 1778 وعرضها كمصطلح ثابت من قبل هوراس - بينيديكت دي سوسور في عام 1779. الكلمة مشتقة من اليونانية وتعني «الأرض»، ولكن وفقا لمصدر آخر، فإن كلمة جيولوجيا تأتي من النرويجية،
قام ويليام ماكلور بإنتاج أول خارطة جيولوجية للولايات المتحدة الأمريكية عام 1809، وفي عام 1807 بدأ ماكلور -بلا تكليف- بإجراء مسح جيولوجي للولايات الأمريكية. قام ماكلور بزيارة غالبية الولايات في الاتحاد وعمل خرائط جيولوجية لها، وقام بقطع جبال اليغيني 50 مرة. تم تقديم نتائج هذا العمل الفردي إلى الجمعية الفلسفية الأمريكية في مذكرات بعنوان «ملاحظات على جيولوجيا الولايات المتحدة مفسرة للخريطة الجيولوجية»، ونُشرت المذكرات بالإضافة للخريطة الجيولوجية الأولى تجاريا لصالح الجمعية. قد سبقت خريطة ماكلور الخريطة الجيولوجية لبريطانيا التي انتجها ويليام سميث بستة سنوات، بالرغم من أنها استخدمت تصنيفاً مختلفاً للصخور.
جيولوجيا القرن التاسع عشر ركزت على السؤال عن العمر الدقيق للأرض، حيث ترواحت التقديرات بين مئات الاف إلى مليارات السنين، وبحلول القرن العشرين، سمح التأريخ الاشعاعي بتقدير عمر الأرض بملياري سنة. فتح الوعي بهذا القدر الهائل من الوقت الباب امام نظريات جديدة عن العمليات التي شكلت الأرض.
بعض التطورات الأكثر أهمية في الجيولوجيا في القرن العشرين كانت تطوير نظرية الصفائح التكتونية في الستينيات وصقل تقديرات عصر الكوكب. نشأت نظرية تكتونية الصفائح من ملاحظتين جيولوجيتين منفصلتين: انتشار قاع البحر والانجراف القاري. ثورة النظرية في علوم الأرض. اليوم من المعروف أن الأرض ما يقرب من 4.5 مليار سنة.

### المقياس الزمني الجيولوجي
المقياس الزمني الجيولوجي يستعمل من قبل الجيولوجيين وغيرهم من العلماء لتوقيت وإظهار العلاقات بين الأحداث التي حدثت خلال تاريخ الأرض. جدول العصور الجيولوجية يتوافق مع التواريخ والمصطلحات المقترحة من قبل الاتحاد الدولي. وهو عبارة عن جدول تترتب به الاحداث التي مرت بها الأرض وبداية ظهور الكائنات عليها
يلخص الشكل العصور الجيولوجية التي مرت على الأرض منذ نشأتها وأهم الأحداث:
- قبل 4565 مليون سنة نشأة القمر
- قبل 4000 مليون سنة بدء ظهور كائنات ميكروبية
- قبل 3500 مليون سنة بدء التمثيل الضوئي في كائنات ميكروبية بدائيات النوى
- قبل 2300 مليون سنة توفر الأكسجين ، أول تجلد للأرض
- قبل نحو 2000 مليون سنة ظهور حقيقيات النوى
- قبل نحو 1500 مليون سنة ظهور متعددات الخلايا
- قبل نحو 750 - 630 مليون سنة التجلد الثاني للأرض
- قبل 530 مليون سنة الانفجار الكمبري وتعدد صور الحياة في المياه
- قبل 360 مليون سنة ظهور البرمائيات والحيوانات البرية الفقارية ، والنباتات البرية
- قبل 230 - 65 مليون سنة ظهور الديناصورات، والثدييات (انقراض الديناصورات قبل 65 مليون سنة)
- قبل نحو 2 مليون سنة ظهور الإنسان.